# マーク・R・ヒューズ
マーク・レイノルズ・ヒューズ（Mark Reynolds Hughes、1956年1月1日 - 2000年5月21日）はハーバライフ（Herbalife）の創立者である。
ヒューズは18歳のときに母ジョー・アン・ヒューズ（Jo Ann Hughes）を亡くしている。原因はダイエット用の薬を過剰に摂取したためであった。母の死を悲しんだヒューズは、研究を続け、ハーブを主原料とする食品を開発し、ハーバライフ®として1980年2月1日、アメリカ合衆国カリフォルニア州ロサンゼルスを拠点に販売を開始した。
ヒューズは44歳で他界した。解剖による所見では、アルコールと抗うつ薬の過剰摂取が、原因と見られている。